# Пилотка
Пилотката (от пилот) е шапка със сплескана отстрани форма и е разделена по средата на четири части.
Пилотката може да бъде елемент от военни униформи (по-специално Въоръжените сили на СССР), различни униформи (например, шапката на пионери и стюардеси) или употребявана от изтънчеността на женските модни дизайнери. Обикновено е изработена от плат или от вестник, използувана като работническо кепе.

## История
Тя се появява в Руската императорска армия през 1913 г. като елемент на униформа в авиацията и авиационните части.  Първоначално наричана „летец“ или „летящ“ („летяща сгъваема шапка“, „сгъваема шапка от мека кърпа за пилоти “), тя е представен като компактна сгъваема шапка за глава, така че пилотът може да я носи със себе си в джоба или в пазвата си и я сложи след полета вместо кожена каска.  Пилотката е носена от офицери – пилоти по време на полети и служба на летището. В края на 1915 г. шапката е въведена и във военните училища, понякога се среща и в пехотата.
За прототип на тази шапка вероятно е послужила традиционната келтска шапка Гленгари, използвана от шотландските военни или сръбската шапка шайкач. През 30-те години на миналия век шапката е въведена в Германия като основна шапка на Вермахта. По време на Гражданската война в Испания от 1936 – 1939 г. фуражките в с различен цветен стил отличават враждуващите страни. 
В Червената армия той е официално въведена на 16 януари 1919 г. като шапка за курсанти от военни курсове. Тя е тъмно-зелено войнишко кепе с червен гайтан, червен половин колан, който се закрепва с черна каишка под брадичката, а в Червената армия със звездичка. На 3 декември 1935 г. в Червената армия са въведени два вида шапки: за командири – цвят каки (в бронираните войски – цвят стомана, във ВВС – сини) Има кантове според вида на войските и платнена звезда, която е звезда на Червената армия и е била прикрепена отпред, така и за изтребители (редови) – каки цвят, без кант и плат звезда.
Във въоръжените сили на СССР и мъжете, и жените носят гарнизонни шапки. Нещо повече, офицерите и командващите офицери по правило носят шапки с кантове, съответстващи на вида на войските в цветове. Във флота се носят черни полукожени офицерски пилотки с бели кантове, а така също и матроски сукнени черни пилотки, при тропическата униформена дреха – пилотки със светло-син цвята с козирка и ремъче. Офицерите носят пилотки с кокарда, а матросите – със звздичка. Тропическата пилотка има кокарда или звездичка в зависимост от ранга. На полукожените армейски офицерски защитни пилотки (с червени или сини (за авиацията) кантове) се носи кокарда, а на войнишката – червена звездичка. Във въоръжените сили на СССР шапките, като част от лятната униформа, се носят до началото на 90-те години, докато не бяха заменени с фуражки, заедно с новата униформа от модела от 1988 г.
В горещ климат вместо гарнизонна шапка е използвана памучна шапка от панама със зашити ръбове и вентилационни отвори (капси). За жените има летен комплект с рокля в цвят пясък и гарнизонна шапка.
Във въоръжените сили на Русия носенето на шапката е запазено, но с един знак за армията, авиацията или флота. В съвременна Русия тя еволюира до двуъгълна пилотка, запазваща надлъжните гънки в горната част. На пилотките отляво отпред е прикрепен хералдически знак. На 4 октомври 2018 г. Министерството на отбраната на Русия обявява прекратяване на издаването на пилотки до 1 юни 2022 г. 

## Носене на гарнизонна шапка в Русия
Шапката се носи с лек наклон напред и надясно, на разстояние 2 – 4 см. над веждите. В същото време горните и ръбове не трябва да се отварят, тоест тя не трябва да се дърпа силно над главата. Когато се носят гарнизонни шапки с неправилен размер, когато главата е наклонена напред, те падат от главата, така че често се носят неправилно – със силен наклон назад.
Армейските памучни шапки трябва да се носят със златна кокарда, вълнените шапки се носят със златна кокарда, с червени кантове (във ВВС, ВДВ и Космическите сили – сини, флота – бели).
Военнослужещите в шапките под челото трябва да имат две игли с конци с бели и защитни (черни) цветове. 

## Бустина (кепе)
Във въоръжените сили на Италия, Хърватия и България по време на Втората световна война има специфична форма на шапката – кепе и е използвано като шапка. Тя има специална кройка с копчета, разкопчани отстрани, на борда на бюстията носят отличителни знаци според военните звания, а отпред – кокарда. Бустината е ушита от различни полувълнени и памучни тъкани с цвят каки, а за най-високите чинове – от плат корделино със синкав оттенък. В България бустината е кафява (в зимната униформа) или зелена (в лятната униформа) с изображение на лъв, заменен по-късно с червена петолъчка.

## Галерия
- Фелдфебелът, член на екипажа на бомбардировача от въздушният флот на Русия Марсель Пля, с пилотка, 1916 г.
- Курсант от летателното училище в аероклуба на град Алатырь, 3 ноември 1941 г.
- Автограф на съветски войник за спомен на немски момичета, Берлин, 1951 г.
- Британски и американски пилотки